# Sub-Basement
Sub-Basement – piąty album studyjny doom metalowego zespołu Pentagram wydany 17 września 2001 roku przez wytwórnię Black Widow Records.

## Lista utworów
1. „Bloodlust” – 2:29
2. „Buzzsaw” – 2:29
3. „Drive Me to the Grave” – 4:32
4. „Sub-Intro” – 3:59
5. „Sub-Basement” – 6:03
6. „Go in Circles (Reachin' for an End)” – 5:19
7. „Mad Dog” – 2:18
8. „After the Last” – 3:48
9. „Tidal Wave” – 4:40
10. „Out of Luck” – 3:54
11. „Target” – 5:10

## Twórcy
Pentagram w składzie
- Bobby Liebling,  – wokal, producent, realizacja nagrań (asystent)
- Joe Hasselvander – wszystkie instrumenty, producent, realizacja nagrań (asystent), projekt okładki (przód)

Personel
- Chris Kozlowski – producent, inżynier dźwięku, miksowanie, mastering
- Robin Fisher – zdjęcia (okładka)
- Alessandra Toni – projekt okładki (malunki), grafika
- Giovanni Indorato – projekt okładki, grafika